# 死んだ少女
「死んだ少女」（しんだしょうじょ、原題: "The Girl Who Died"）は、イギリスのSFドラマ『ドクター・フー』の第9シリーズ第5話。2015年10月17日に BBC One で初放送された。脚本はジェイミー・マシソンとスティーヴン・モファットが、監督はエドワード・バザルゲッテが担当した。
本作では、タイムトラベラーの異星人12代目ドクター（演:ピーター・カパルディ）と彼のコンパニオンのクララ・オズワルド（演:ジェナ・ルイーズ・コールマン）が弱小ヴァイキングの村に到着する。村はマイアと呼ばれる異星人に襲撃されて戦士が皆殺しにされ、2人は生き残りの村民を武装・訓練して24時間後に迫るマイアとの戦闘に備える。宣戦布告をした少女アシルダ（演:メイジー・ウィリアムズ）は戦いに巻き込まれ命を落とす。

## 連続性
ヴァイキングたちと遭遇した後、ドクターは彼らに魔法使いだと思わせるためにヨーヨーを取り出す。先代コンパニオンのリーラは、「死のロボット」（1977年）で4代目ドクターから遊ぶためにヨーヨーを与えられた際にそれが魔法の道具であると考えた。また、12代目ドクターも「月を殺せ」（2014年）で重力を確かめるためにヨーヨーを使用していたが、これも4代目ドクターが「宇宙の箱舟」（1975年）で行っていたことである。
ドクターは "2000 Year Diary" という題のページをめくっているが、これは The Power of the Daleks（1966年）の2代目ドクターの "500 Year Diary"やテレビ映画版の7代目ドクターの "900 Year Diary" のアップグレード版である。
乳児と喋ることのできるドクターの能力が本作では再登場する。この能力は11代目ドクターの「ドクターの戦争」（2011年）と「子連れのコンパニオン」（2011年）で登場していた。
マイア兵のヘルメットを適合させる際、ドクターはニュートロンの流れの極性を逆転させると宣言している。これは3代目ドクターをはじめ様々なドクターが口にしてきた台詞である。
12代目ドクターの回想として、10代目ドクター（演:デイヴィッド・テナント）とドナ・ノーブル（演:キャサリン・テイト）が再登場した。この回想の映像は「ポンペイ最後の日」（2008年）のもので、同話にはピーター・カパルディがカエキリウス役で出演していた。また、ドクターが今の顔を選んだ理由を思い出した際、「深呼吸」（2014年）から水面に反射する自らの顔を見つめる12代目ドクターも回想されている。
ドクターはアシルダが今やハイブリッドになっていると述べているが、これは「魔術師の弟子」「魔法使いの友」でダヴロスが言及したハイブリッドと対応している。ダヴロスの言うハイブリッドはタイムロードおよびダーレクと推察される2つの偉大な戦士の種族のハイブリッドであったが、本作で登場したアシルダはマイアの技術を使って蘇生したため、ヴァイキングとマイアのハイブリッドと化している。
エピソードの結末で、ドクターはアシルダがマイアの技術で不老不死になった可能性に触れ、自らの行いが正しかったのか苦悶し、"Time will tell, it always does." と述べる。これは7代目ドクターが Remembrance of the Daleks（1988年）の結末で、ダヴロスと惑星スカロを滅ぼすという決断が正しかったのかを自問自答した7代目ドクターの台詞であった。

### 他作品へのリファレンス
空に投影されたオーディンの顔は、神が同様のことを行った映画『モンティ・パイソン・アンド・ホーリー・グレイル』のオマージュである。クララは『ベニー・ヒル・ショー』のテーマソングをドラゴンの模型に驚いて逃亡するマイア兵とオーディンのビデオのサウンドトラックにすることを提案し、ドクターもこれに同意している。彼女は実際にこのテーマ曲を数秒再生している。

## 製作

### 撮影
撮影はマルガム城、Castell Coch (en) 、ランハラン、カーディフ・タウン・ホールのマーブル・ホールで行われた。

### 配役
元々オーディン役を演じていたブライアン・ブレスドはMindwarp（1986年）で King Yrcanos を演じ、1966年には2代目ドクター役をオファーを受けていた。しかし、ブレスドは本作のオーディン役を降りざるを得なくなり、デイヴィッド・スコフィールドが代わりに演じることとなった。

## 放送と反応
「死んだ少女」のリアルタイム視聴者数は463万人で、前話「洪水の前」よりも高記録を残した。タイムシフト視聴者を加えると視聴者数は656万人で、第9シリーズの最高記録となった。番組視聴占拠率は28.1%、Appreciation Index は82であった。

### 批評家の反応
| 専門評論家によるレビュー | 専門評論家によるレビュー |
| レビュー・スコア         | レビュー・スコア         |
| 出典                     | 評価                     |
| ------------------------ | ------------------------ |
| The A.V. Club            | A                        |
| ペースト                 | 9.6                      |
| SFX                      | [ 11 ]                   |
| TV Fanatic               | [ 12 ]                   |
| IndieWire                | A++                      |
| IGN                      | 8.8                      |
| ニューヨーク・マガジン   | [ 14 ]                   |
| デイリー・テレグラフ     | [ 15 ]                   |
| ラジオ・タイムズ         | [ 16 ]                   |

本作は批評家が非常に肯定的に反応し、多くは特にユーモア、ドクターの顔の気付きを含めた解決、カパルディとコールマンおよびウィリアムズの演技を称賛した。

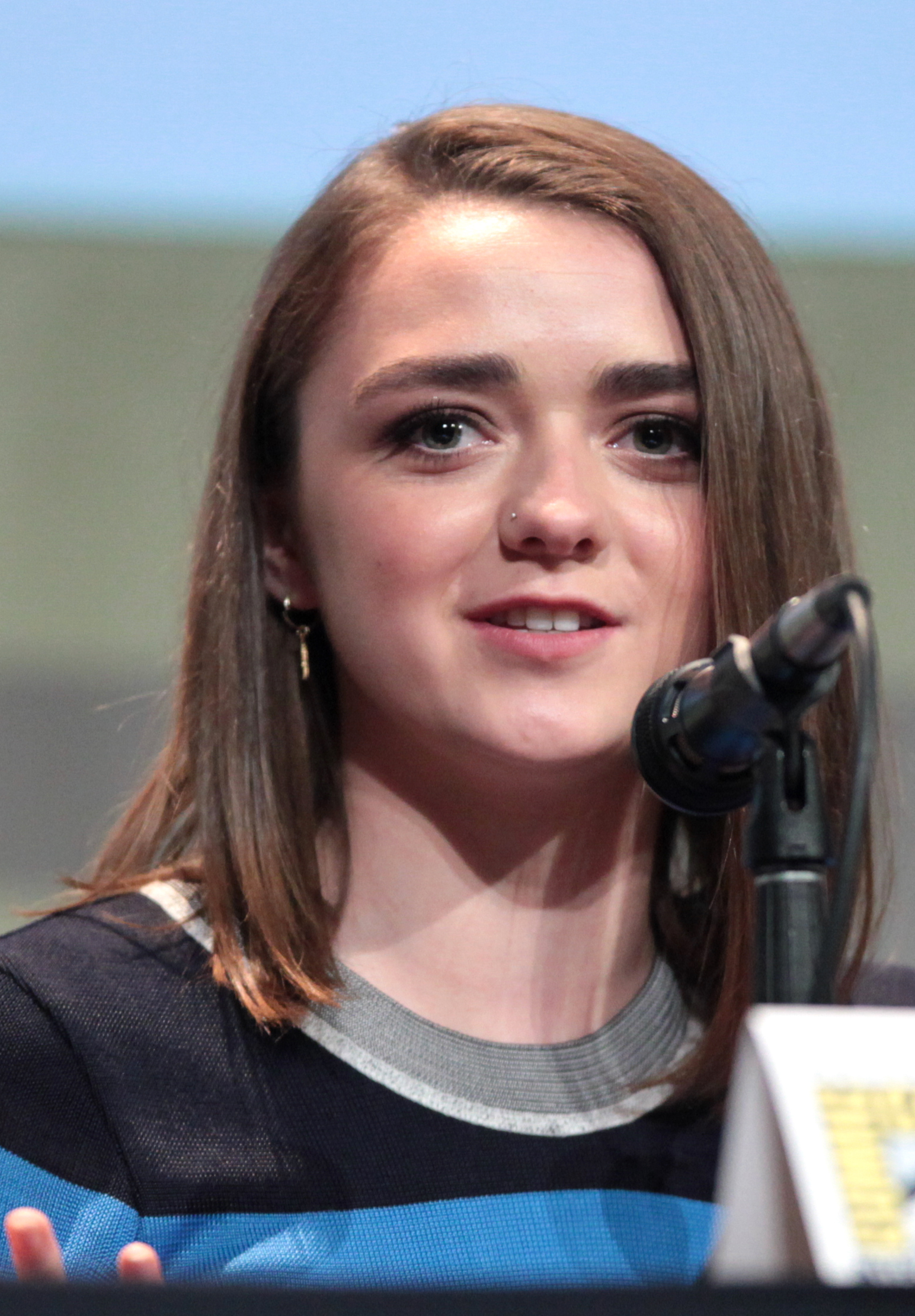
2015年コミコン・インターナショナルでのメイジー・ウィリアムズ

ラジオ・タイムズのパトリック・マルケーンは本作に星5つを与え、「ジェイミー・マシソンとスティーヴン・モファットは伝統的な定型句を予想外の不死の捻りで包み込んだ」と述べた。彼はこのエピソードが「非常に伝統的な流れに飛び込んだが、またしても狡猾にそれを超越し、テレビドラマの聖杯である予測不可能性を達成している」と述べ、また「面白いと意図されたことはすべて面白く、悲しい瞬間は悲しい」と主張し、エピソードの演出について「非の打ちどころがない」と称賛した。IGNのスコット・コルーラは本作を称賛し、10点満点で8.8点と評価した。彼は特にカパルディの演技が感動的だったと称賛し、メイジー・ウィリアムズの演じるアシルダやエピソードの「映画的な感覚」も楽しんだという。彼は「メイジー・ウィリアムズが強力なシーズンを維持している」「彼女キャラクターの正体は長年のファンには期待外れなものになるかもしれないが、エピソードそのものとその大きなテーマの感覚はそれを補う以上のものである」としてレビューを纏めた。
The A.V. Clubのアラスデア・ウィルキンスは本作を第9シリーズで初めてAと評価し、「脚本と演技と演出が組み合わさってこのドクターの在任期間中で史上最高である可能性が極めて高いエピソードを成している」と絶賛した。デジタル・スパイのモーガン・ジェフェリーも本作を称賛し、「今までに見た何とも違う」とコメントした。彼はウィリアムズの演技について「謎めいたキャラクターの状態を過剰に演じることなく、この世のものとは思えない演技をした」と絶賛し、「ドクター・フーは毎週こうあるべきではないが、この番組の無限の多様性は常に最大のセールスポイントであり、『死んだ少女』が型にはまったものを壊して全く予測不可能で異なるものになることを敢えて試みているのを見るのは爽快だ」と主張してレビューを終えた。
IndieWireのケイト・ウェルシュも本作を絶賛し、最高評価のA++を与えた。彼女は「ポンペイ最後の日」や「シャーウッドの森のロボット」およびクラシックシリーズの The Time Warrior といった過去の歴史を題材にした輝くようなエピソードの中でも「死んだ少女」が代表格であると述べ、星5つのエピソードであるとも主張した。ペースト誌のマーク・ローズマンは10点満点中9.6点と評価し、「それ単体の物語として際立って堂々としている」と述べた。「最高の『ドクター・フー』の冒険として、気まぐれさと楽しさの感覚を失うことなく、タイムトラベルのさらなる複雑さを追求している。これまでのところかなり素晴らしい打率を誇る今シーズンのホームランだ」と論評し、彼はレビューを終えた。

## 書籍版
Pearson Education はジェーン・ローラソンによる本作の小説版を英語学習者向けに2018年に出版した。